# Morturneria seymourensis
Morturneria seymourensis — вид плезіозаврів родини Elasmosauridae.

## Історія досліджень
Скам'янілі рештки плезіозавра знайшли у 1984 році на острові Сімор в Антарктиці науковці Техаського технічного університету Шанкар Чаттерджі та Браян Смолл. Новий вид та рід описали у 1989 році. Спершу вид назвали Turneria seymourensis. Згодом рід перейменували у Morturneria, так як назва Turneria вже використовувалася у таксономії. У 2003 році Morturneria стали вважати молодшим синонімом Aristonectes. У 2017 році вид знову визнали дійсним.

## Опис
Плезіозавр завдовжки 8 м. Коротке товсте тіло, довга шия, коротка плоска голова. Зуби тонкі, голкоподібні, виступали назовні з рота і кріпилися до дуже тонких і широких щелеп. Ротовий апарат призначений для фільтрування планктону.